# Scooby-Doo! Frankenstrachy
Scooby-Doo! Frankenstrachy (ang. Scooby-Doo! Frankencreepy) – 27. film animowany i 22. pełnometrażowy film z serii Scooby Doo z roku 2014. Następca filmu Scooby Doo: WrestleMania – Tajemnica ringu.

## Opis filmu
Velma dowiaduje się, że odziedziczyła po swoim dalekim krewnym, doktorze von Dinkensteinie, nawiedzony zamek w upiornym mieście Transylwanii w Pennsylvanii. Kiedy przyjaciele przekonują Velmę, aby zgłosiła się po swój spadek, duch Zamku von Dinkensteina wysadza w powietrze Wehikuł Tajemnic i rzuca klątwę na członków Tajemniczej Spółki.

## Wersja polska
Dystrybucja na terenie Polski: Galapagos Films

Wersja polska: M.R. Sound Studio

Reżyseria: Dobrosława Bałazy

Dialogi: Marcin Bartkiewicz

Dźwięk i montaż: Krzysztof Podolski

Kierownictwo produkcji: Ola Nowosad

Wystąpili:
- Ryszard Olesiński – Scooby Doo
- Jacek Bończyk – Kudłaty
- Agata Gawrońska-Bauman – Velma
- Beata Jankowska-Tzimas – Daphne
- Jacek Kopczyński – Fred
- Mirosław Wieprzewski – Duch barona von Dinkensteina
- Tomasz Marzecki
- Mikołaj Klimek
- Grzegorz Kwiecień
- Przemysław Wyszyński
- Hanna Kinder-Kiss
- Katarzyna Tatarak
- Beata Łuczak
- Ewa Serba
- Zuzanna Galia
- Wojciech Słupiński
- Mateusz Trebel
- Juliusz Pawłowski
- Jan Kulczycki